# Catapaecilmatini
Tribu
Synonymes
Catapaecilmini
Les Catapaecilmatini sont une tribu de lépidoptères (papillons) asiatiques de la famille des Lycaenidae et de la sous-famille des Theclinae.

## Liste des genres
- Acupicta Eliot, 1973
- Catapaecilma Butler, 1879

### Publication originale
- (en) John Nevill Eliot, « The higher classification of the Lycaenidae (Lepidoptera): a tentative arrangement », Bulletin of the British Museum (Natural History). Entomology, Londres, Musée d'histoire naturelle de Londres, vol. 28,‎ 1973, p. 371–505 (DOI 10.5962/BHL.PART.11171)..